# 索馬利亞戰爭 (2006年至2009年)
索馬利亞戰爭是一场从2006年底持续到2009年初的武装冲突。冲突开始于埃塞俄比亚军队在美国支持下入侵索马里，目的是推翻伊斯兰法院联盟并扶持过渡联邦政府。入侵后，随着反埃塞俄比亚叛乱的出现并迅速升级，冲突继续延续。在2007年和2008年期间，叛乱分子收复了伊斯兰法院联盟此前失去的大部分领土。
2009年1月，伊斯兰法院联盟前领导人谢里夫·谢赫·艾哈迈德当选为过渡联邦政府总统。同月，埃塞俄比亚国防军宣布胜利并声称已消除“伊斯兰威胁”，随后从摩加迪沙和索马里撤军，结束了为期两年的占领。到撤军时，伊斯兰叛乱分子已经有效收复了在2006年12月和2007年1月全面入侵期间伊斯兰法院联盟失去的所有领土，包括摩加迪沙的大部分地区。

## 背景
埃塞俄比亞政府在1991年索馬利亞中央政府倒塌後，開始介入索馬利亞的狀況。介入的目的和範圍隨時間而轉變。從1996年開始，多次有目擊事件的難民聲稱埃塞俄比亞政府軍武裝侵犯索馬利亞。
2002年1月的報導寫道，邦特蘭首都加洛威部署有大約三百名埃塞俄比亞士兵，亦有埃塞俄比亞軍隊進入鄰近的海灣地區和南方的拜多亞，而埃塞俄比亞政府否認有這些事件發生。2003年2月，埃塞俄比亞总理梅萊斯·澤納維承認，「政府不時有派軍隊進入索馬利亞與伊斯蘭教組織艾伊蒂哈德（Al-Ittihad）交戰，而這個伊斯蘭教組織是與蓋達組織有關係的。」
埃塞俄比亞是，在2004年8月就職的現時索馬利亞過渡政府總統阿卜杜拉希·尤素福·艾哈邁德的長期盟友。在1990年代的內戰時期，埃塞俄比亞曾幫助這名前軍閥打敗由Hassan Aweys領導的義勇軍。尤素夫當上索馬利亞過渡政府總統後，埃塞俄比亞開始對索馬利亞過渡政府提供幫助，尤其是在對抗位於索馬利亞的信奉伊斯蘭教的義勇軍，及近來和聯合伊斯蘭法庭的衝突方面。
2006年12月初，緊張關係的程度大增。雙方在索馬利亞過渡政府的要塞拜多亞附近聚集大量軍隊。報導指聯合伊斯蘭法庭支持別國的戰士和埃塞俄比亞的最大敵人厄利垂亞發動‘聖戰’。有西方支持的索馬利亞過渡政府，得到大約一萬名埃塞俄比亞士兵的支援。
聯合伊斯蘭法庭指責埃塞俄比亞是美國的代理，而美國反駁聯合伊斯蘭法庭是在當蓋達組織在國際恐怖戰（Global War on Terror）的分部。

## 衝突時間表
2006年11月2日，地區性的關注升級，美國駐肯亞大使館對前往肯亞和埃塞俄比亞的人士發出了來自索馬利亞的自殺式襲擊警告。
2006年11月17日，酋長Hassan Dahir Aweys對Shabelle Radio透露有關大索馬利亞的組織情況。他說：“我們會竭盡所能，把我們的索馬利亞兄弟，從肯亞和埃塞俄比亞拯救出來，給予他們自由和讓他們和他們在索馬利亞的祖先同住。”
2006年11月19日，位處拜多亞西面五十公里的貝爾達萊附近，五十名信奉伊斯蘭教的義勇軍以地雷和炮火攻擊有八十輛卡車的埃塞俄比亞隊伍，六名埃塞俄比亞人被炸死，兩輛卡車被焚，以及兩輛卡車被翻。
2006年11月28日，聯合伊斯蘭法庭和埃塞俄比亞軍隊，在索馬利亞中部城市加勒卡約市內不到五公里的間隔距離裡，以迫擊砲相互轟擊。
2006年11月28日，美國重申肯亞和埃塞俄比亞的恐怖襲擊警告，並引用酋長Hassan公佈會攻擊身處肯亞和埃塞俄比亞的美國公民的信。「這些恐嚇特別聲明，會在肯亞和埃塞俄比亞引人注目的地標，進行自殺式炸彈襲擊……我們提醒美國公民提高警覺，盡量避免前往多人地區。」
2006年11月30日，在索馬利亞境內，支持聯合伊斯蘭法庭的戰士埋伏攻擊埃塞俄比亞的軍裝卡車隊伍。目擊者聲稱，一輛卡車被炸毀，並有交火。聯合伊斯蘭法庭宣稱有二十名士兵死亡。。埃塞俄比亞國會同日進行投票，允許政府用「任何有可能的手段」，以武力制止任何潛在的索馬利亞伊斯蘭教徒的入侵。
2006年12月4日，美國中央司令部司令約翰·阿比扎伊德陸軍上將在阿的斯阿貝巴與埃塞俄比亞軍方領袖會晤後回國。索馬里有武裝群眾在足球場中大喊反美口號。很多索馬里人認為，埃塞俄比亞是美國的代理，而美國以很關注的鄰國、維持地區和平的必要看待肯亞和埃塞俄比亞。
2006年12月6日，聯合國安全理事會一致通過派維和部隊前往索馬利亞。
2006年12月8日，索馬利亞聯合伊斯蘭法庭的戰士與索馬利亞支持政府的軍隊發生衝突，並據報有埃塞俄比亞軍隊協助。聯合伊斯蘭法庭主席，酋長谢里夫·艾哈迈德，對摩加迪休的群眾宣佈，南方的Dinsor發生戰鬥，呼籲所有索馬里人「站起來打敗敵人」。另一官方人員聲稱埃塞俄比亞軍隊炮擊Bandiradley。索馬利亞政府署理防務部長Salat Ali Jelle證實有戰鬥發生，不過否認有埃塞俄比亞軍隊參與。埃塞俄比亞政府對多次有軍隊協助索馬里政府軍戰鬥作出否認。
同日，Bandiradley附近的Dagaari村有目擊者聲稱，看見數百名埃塞俄比亞士兵和坦克和東北自治政府邦特蘭的士兵接近城市。
2006年12月9日，索馬利亞聯合伊斯蘭法庭的戰士與索馬利亞支持政府的軍隊，發生第二次衝突。戰鬥在距離過渡政府總部拜多亞四十公里進行。聯合伊斯蘭法庭官員Mohamed Ibrahim Bilal說政府正在Rama'addey village反攻，而索馬利亞總理阿里·穆罕默德·格迪宣稱，聯合伊斯蘭法庭的戰士攻擊了政府控制的地方。
2006年12月11日，聯合伊斯蘭法庭開始在索馬利亞首都摩加迪休收稅，以支持在索馬利亞對埃塞俄比亞的「聖戰」。 同時，索馬利亞政府對整個地區發出致命警告，萬一地區局勢更趨緊張。政府同時指責埃塞俄比亞長期敵人厄利垂亞支持伊斯蘭教徒。索馬利亞總理阿里·穆罕默德·格迪宣佈別國來的伊斯蘭戰士現有三千人，不過還在增加。
2006年12月13日，路透社報導引述聯合伊斯蘭法庭聲稱三萬名埃塞俄比亞士兵進入索馬利亞，而聯合伊斯蘭法庭則有四千名別國的戰士。埃塞俄比亞政府否認有派軍隊協助，反而是現時有「軍事顧問」被派往協助索馬利亞政府。
2006年12月15日，數十名索馬利亞過渡政府的前戰士，駕著六輛坦克、三輛裝備有地對空炮的卡車和三輛裝備有步槍的載人卡車，逃至摩加迪休。戰士說他們逃走的原因是埃塞俄比亞軍隊控制了拜多亞。他們在森林裡叛逃了四十日，才到達首都。聯合伊斯蘭法庭聲稱，由2006年2月起計，共有超過六百名士兵叛逃至聯合伊斯蘭法庭。聯合伊斯蘭法庭解除了叛逃的士兵的武裝，並安排他們接受訓練。如果叛逃的士兵真是在11月5日離開拜多亞，那便證實了埃塞俄比亞軍隊便早在11月初已進入拜多亞。
2006年12月16日，據報埃塞俄比亞軍隊在拜多亞殺害了一人和槍傷了三名車輛熄火的乘客。埃塞俄比亞軍隊宣稱，他們相信那輛車是向著他們駛去的潛在汽車炸彈。六十名立法議員在摩加迪休會面，抗議埃塞俄比亞軍隊未被邀請地進入索馬利亞。埃塞俄比亞軍隊與當地官員及長老商量後，撤出索馬利亞Qura Jome村。

## 外部連結
- 伊曼紐·華勒斯坦（Immanuel Wallerstein），〈衣索比亞騎虎弄險〉 （页面存档备份，存于）